# 顺丁烯二酸酐
顺丁烯二酸酐（MA），简称顺酐，或稱马来酸酐，是顺丁烯二酸的内酸酐，室温下为有酸味的无色或白色固体，分子式为C
4H
2O
3。顺丁烯二酸酐以前用苯的催化氧化制备，但由于价格的缘故，现在大多用正丁烷氧化法制取：
2 CH3CH2CH2CH3  + 7 O2  →  2 C2H2(CO)2O  +  8 H2O
顺丁烯二酸酐可发生的反应有：
- 水解生成顺丁烯二酸（cis-HO2CCH=CHCO2H），1:1醇解生成单酯：cis-HO2CCH=CHCO2CH3；
- 用作狄尔斯-阿尔德反应中的亲双烯体；
- 与低价金属配位，配合物的例子如Pt(PPh3)2(MA)及Fe(CO)4(MA)。

## 反應
順丁烯二酸酐進行光化學二聚體反應時，形成CBDA。該化合物生產的聚醯亞胺用於液晶顯示器

## 用途
- 合成树脂原料（不饱和聚酯）
- 塗料
- 树脂改性剂
- 聚氯乙烯稳定剂
- 做為食品添加剂（延胡索酸、琥珀酸、苹果酸）的製作原料，但不可直接做為食品添加剂使用
- 農藥
- 造纸施胶剂
- 酰亚胺
- 表面活性剂
- 增塑剂（DOM、DBM、DEM）

## 參看
- 黑心食品
- 2013年台灣毒澱粉事件